# Soga no Iname
Ōomi Soga no Iname (蘇我 稲目?, Soga no Iname; 506? – 22 marzo 570) è stato un politico giapponese, nonché capo del clan dei Soga, che monopolizzarono la scena politica alla corte imperiale del Giappone tra il 536 ed il 645, nel periodo Yamato.
Fu lo statista più importante durante i regni degli imperatori Senka e Kinmei, ed il principale artefice dell'introduzione ufficiale del buddhismo alla corte di Yamato, la provincia i cui clan avevano unificato il Giappone. L'arrivo dei monaci buddhisti dalla penisola coreana viene considerato l'inizio dell'era classica giapponese, il periodo Asuka, e risale al 538 secondo alcune fonti, secondo altre al 550.
La famiglia Soga era originaria dei regni coreani di Baekje e di Goguryeo, dove il buddhismo era radicato da diverso tempo. Iname fu il primo della famiglia a distinguersi a così alti livelli, ottenne la carica di "grande ministro" (大臣?, Ōomi), paragonabile a quella di capo del governo, quando salì al trono del Crisantemo l'imperatore Senka, che regnò dal 536 al 539.
L'ascesa dei Soga e del buddhismo fu ostacolata dai conservatori clan dei Mononobe e dei Nakatomi, i cui capi a loro volta rivestivano le più alte cariche di palazzo, i Mononobe controllavano l'esercito mentre i Nakatomi erano i responsabili delle sacre cerimonie scintoiste di corte.
La lotta per il potere fra queste tre famiglie avrebbe caratterizzato oltre un secolo di storia del paese. Durante il regno dell'imperatore Kinmei (539-571), Soga no Iname acquisì ulteriore potere, dando in moglie al giovane sovrano due delle sue figlie, Soga no Kitashihime e Soga no Oanegimi. Queste avrebbero partorito tre dei successivi imperatori, Yōmei, Sushun e Suiko, la prima donna sovrano del Giappone.
La politica estera di quel tempo vide l'intromissione della corte di Yamato negli affari interni dei tre Regni di Corea, privilegiando il regno di Baekje, con cui fu cementata l'antica alleanza. Il sovrano di quel paese inviò statue di Buddha e testi sacri buddhisti in Giappone, che furono accolti dall'imperatore con gioia. Dopo il benestare di Soga no Iname ed i dubbi espressi dai Mononobe e dai Nakatomi, Kinmei accettò i doni e Soga no Iname fondò un tempio buddhista per ospitare gli oggetti sacri. Questo evento epocale provocò il risentimento dei Mononobe e dei Nakatomi che, approfittando di un'epidemia di peste che stava dilagando, convinsero l'imperatore che l'accettazione del buddhismo aveva risvegliato l'ira delle divinità scintoiste, e questi fece gettare in mare le statue e incendiare il tempio.
Tali eventi non modificarono la stima di Kinmei per Iname, che conservò la carica di Ōomi e continuò ad essere uno degli uomini più fidati del sovrano. Negli anni a seguire, si intensificarono gli sforzi bellici giapponesi nella penisola coreana a difesa degli alleati di Baekje e di Gaya dagli attacchi dei regni di Goguryeo e Silla.
Iname morì nel 570, un anno prima di Kinmei. Il titolo di Ōomi era ereditario e fu preso dal figlio, Soga no Umako, che divenne il potentissimo ministro degli imperatori Bidatsu, Yomei, Sushun e dell'imperatrice Suiko. Umako avrebbe portato al trionfo il clan Soga, con l'eliminazione nella battaglia di Shigisan dei capi dei clan Mononobe e Nakatomi, avrebbe preso il controllo della politica della corte di Yamato. Con il contributo del principe Shōtoku, avrebbe definitivamente fatto diventare il buddhismo religione di corte ed avrebbe dato il via ad importanti riforme che cambiarono il volto del paese.